# Puruski crveni urlikavac
Puruski crveni urlikavac (lat. Alouatta seniculus puruensis; sin.: Alouatta puruensis) je vrsta primata iz porodice hvataša. Naziv je dobio po rijeci Purus. Rasprostranjen je u Brazilu i Peruu. Živi u nizinskim, zimzelenim kišnim šumama. Nije previše ugrožena vrsta, iako mu prijete lov i gubitak staništa.

## Opis
Hrani se uglavnom lišćem, folivoran je, a kutnjaci su prilagođeni takvom načinu prehrane. Ponekad jede i druge biljne dijelove, kao što su pupoljci, cvjetovi i sjemenke. Najveći dio dana, oko 70% provodi odmarajući se na granama drveća. Živi u skupinama sastavljenim od 2 do 16 životinja. Prosječna težina odraslog mužjaka je 7,62 kilograma, dok su ženke nešto lakše sa svojih 6,02 kilograma. 